# Gleb Panfilov
Gleb Panfilov (Глеб Анатольевич Панфилов; 21. května 1934 Magnitogorsk – 26. srpna 2023 Moskva) byl ruský filmový režisér. Jeho film Téma vyhrál Zlatého medvěda na Berlínském filmovém festivalu v roce 1987.
Vystudoval chemii na Uralském polytechnickém institutu. Poté pracoval jako technolog ve sverdlovském závodě na výrobu lékařského vybavení. K filmu se dostal přes zájmovou činnost ve sverdlovském filmovém klubu, k níž ho přivedlo uhranutí Kalatozovovým snímkem Jeřábi táhnou. Nejprve pracoval pro oblastní televizi, pak byl přijat na Gerasimovovu všeruskou státní univerzitu kinematografie, kde studoval nejprve kameru, a kde ho vedl Julij Rajzman. Od roku 1966 byl zaměstnán v Lenfilmu. Debutoval roku 1967 filmem Ohněm se nepřebrodíš. V roce 1978 oslovil Státní výbor pro kinematografii (Goskino) několik režisérů s nabídkou, aby natočili film, v němž by odsoudili emigranty. Zatímco jiní odmítli, Gleb Panfilov přijal s podmínkou, že scénář k filmu napíše sám a se spisovatelem Alexandrem Červinským. Panfilov a Červinský téma snímku posunuli, emigrace se stala jen jedním z motivů a do popředí se dostalo téma konformismu a pocitu uvíznutí v sovětské realitě. Snímek Téma byl v srpnu 1979 promítnut úzkému okruhu diváků na Moskevském festivalu. Cenzura rychle pochopila a film zamířil ihned po festivalu do trezoru. Premiéru tak měl až v červnu 1986, v časech Gorbačovovy perestrojky. Nakonec triumfoval i na Berlinale a stal se Panfilovovým nejslavnějším dílem. Jeho film Mať (1989) dostal cenu za umělecký přínos na festivalu v Cannes a byl nominován na Evropské filmové ceny. Po pádu komunismu založil vlastní filmové studio Vera a v něm několikrát zpracoval téma totalitní mašinérie a gulagu – podle scénáře Alexandra Solženicyna natočil desetidílný seriál V kruhu prvním. Adaptoval též Solženicynovu knihu Jeden den Ivana Děnisoviče.
Jeho manželkou byla ruská herečka Inna Čurikovová, v českém prostředí známá především díky roli Marfuši ve filmové pohádce Mrazík.